# Adolph Lønborg
Christian Adolph Barfod Lønborg (5. září 1835 Nykøbing Falster Dánsko – 27. října 1916 Frederiksberg) byl dánský portrétní fotograf.

## Život a dílo
Byl synem hodináře Didrik Bech Lonborga a Fredy Pouliny Priergaardové. Vyučil se malířem, v roce 1850 absolvoval Akademii umění a byl také soukromým žákem Wilhelma Marstranda, na Akademii získal v roce 1860 malou stříbrnou medaili.
V roce 1891 cestoval po Německu a Belgii, v roce 1878 získal bronzovou medaili na Světové výstavě v Paříži jako fotograf skupinových portrétů.
Jeho dcera Cani Lønborgová byla také fotografka, již v 80. letech 19. století byla asistentkou svého otce v jeho ateliéru na Østergade 16 v Kodani a přibližně v roce 1892 se usadila jako nezávislá fotografka v Glostrupu, kde pořídila řadu snímků místní komunity.
Původně se specializoval na portrétní litografie, ale v roce 1865 se v Nakskově etabloval jako fotograf a v roce 1871 se přestěhoval do Kodaně, kde otevřel vlastní fotografický ateliér. Oblíbil si techniku fotografií carte de visite, která se v 70. letech velmi rychle rozšířila jako levná a atraktivní alternativa portrétní malby. Nejznámější je pravděpodobně portrét stařičkého Nikolaje Frederika Severina Grundtviga z profilu, který pořídil v roce 1872.
Jeho syn Harald Lønborg byl fotograf a malíř.

## Galerie

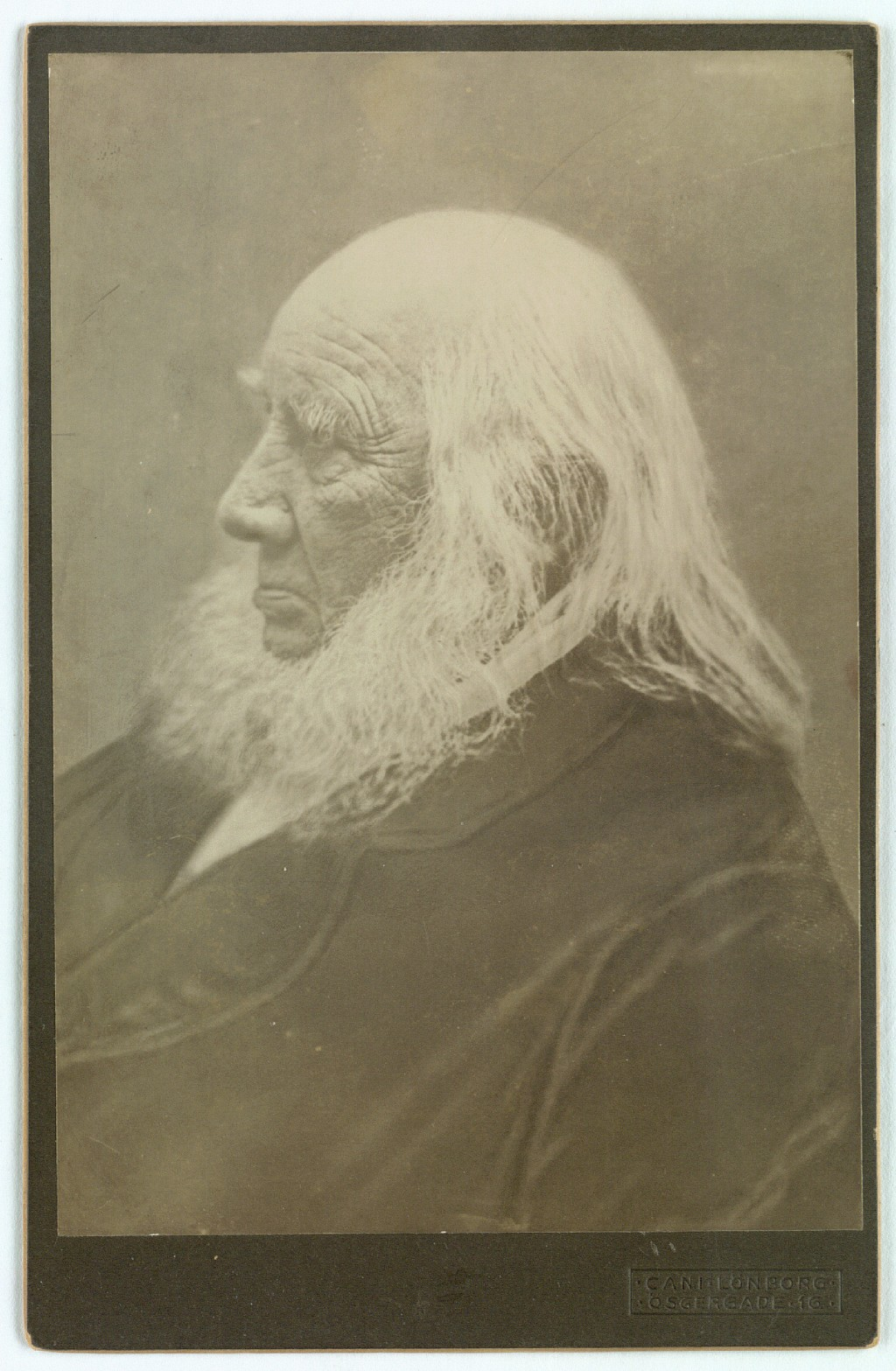
Nikolaj Frederik Severin Grundtvig, 1872
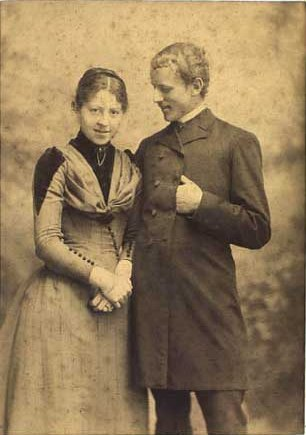
Luplau a Marie Janssenovi 1892
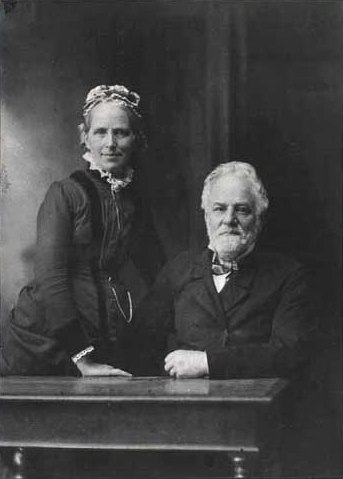
Troels Marstrand
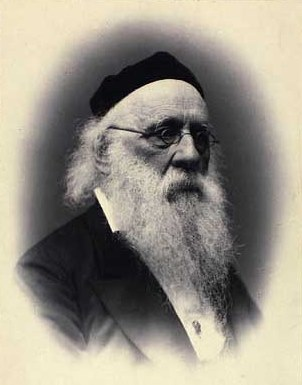
Frederik Barfod
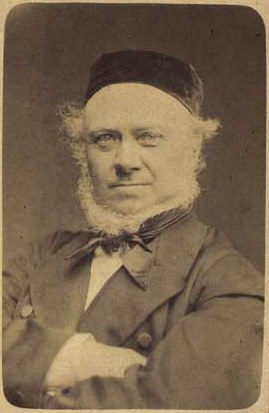
Immanuel Barfod
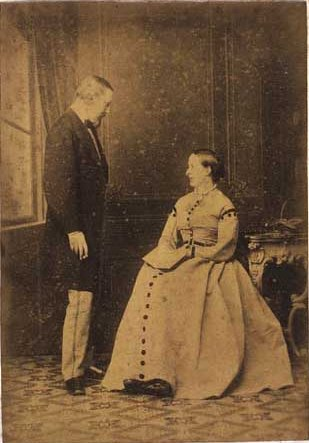
Svend Grundtvig se svou ženou, 1868